# Нурімановський район
Нуріма́новський район (рос. Нуримановский район, башк. Нуриман районы) — адміністративна одиниця Республіки Башкортостан Російської Федерації.
Адміністративний центр — село Красна Горка.
Район названий на честь Багаутдіна Нуріманова, башкирського революціонера та активного учасника громадянської війни.

## Населення
Населення району становить 19906 осіб (2019, 20824 у 2010, 21266 у 2002).

## Адміністративно-територіальний поділ
На території району утворено 12 сільських поселень, які називаються сільськими радами:
| Поселення                      | Площа, км² | Населення, осіб (2002) | Населення, осіб (2010) | Населення, осіб (2019) | Центр        | Населені пункти |
| ------------------------------ | ---------- | ---------------------- | ---------------------- | ---------------------- | ------------ | --------------- |
| Байгільдінська сільська рада   | 48,38      | 1885                   | 1854                   | 1702                   | Байгільдіно  | 11              |
| Баш-Шидинська сільська рада    | 12,39      | 930                    | 886                    | 857                    | Баш-Шиди     | 3               |
| Красногорська сільська рада    | 52,09      | 4586                   | 4730                   | 4925                   | Красна Горка | 6               |
| Красноключівська сільська рада | 3,82       | 2852                   | 2670                   | 2517                   | Красний Ключ | 4               |
| Нікольська сільська рада       | 13,59      | 835                    | 823                    | 870                    | Нікольське   | 4               |
| Новокулевська сільська рада    | 32,34      | 2286                   | 2340                   | 2143                   | Новокулево   | 6               |
| Новосубаївська сільська рада   | 24,01      | 629                    | 553                    | 529                    | Новий Субай  | 6               |
| Павловська сільська рада       | 2,98       | 4327                   | 4175                   | 3856                   | Павловка     | 2               |
| Первомайська сільська рада     | 1,41       | 415                    | 355                    | 298                    | Первомайськ  | 1               |
| Сарвинська сільська рада       | 1,27       | 360                    | 271                    | 239                    | Сарва        | 1               |
| Старобедеєвська сільська рада  | 22,38      | 701                    | 686                    | 619                    | Старобедеєво | 2               |
| Староісаєвська сільська рада   | 38,03      | 1460                   | 1481                   | 1351                   | Старокулево  | 3               |

## Найбільші населені пункти
| №  | Населений пункт | Населення, осіб (2002) | Населення, осіб (2010) |
| -- | --------------- | ---------------------- | ---------------------- |
| 1  | Красна Горка    | 4 071                  | 4 280                  |
| 2  | Павловка        | 4 269                  | 4 143                  |
| 3  | Красний Ключ    | 2 344                  | 2 274                  |
| 4  | Новокулево      | 1 398                  | 1 465                  |
| 5  | Старокулево     | 735                    | 721                    |
| 6  | Німіслярово     | 660                    | 691                    |
| 7  | Нікольське      | 636                    | 627                    |
| 8  | Староісаєво     | 502                    | 537                    |
| 9  | Старобедеєво    | 479                    | 493                    |
| 10 | Великі Шиди     | 451                    | 456                    |